# أكاداميك صوفيا
أكاداميك صوفيا هو نادي كرة قدم بلغاري أٌسس عام 1947. يلعب النادي في دوري الدرجة الثانية للمحترفين البلغاري ‏.